# Ctenotus regius
Ctenotus regius är en ödleart som beskrevs av  Storr 1971. Ctenotus regius ingår i släktet Ctenotus och familjen skinkar. Inga underarter finns listade i Catalogue of Life.